# Eleição municipal de Franca em 2016
A eleição municipal de Franca em 2016 aconteceu no dia 2 de outubro do mesmo ano para eleger o prefeito, o vice-prefeito e 15 vereadores no município de Franca, no estado de São Paulo.
6 candidatos disputaram o pleito. Sidnei Franco da Rocha (PSDB) e Gilson de Souza (DEM) foram os mais votados, com 69.902 e 34.976 sufrágios, respectivamente. Com o resultado, ambos disputaram o segundo turno em 30 de outubro. Gilson de Souza ganhou a eleição com 56,36% dos votos válidos.
Já o ex-prefeito Gilmar Dominici (PT) teve a candidatura impugnada pela Justiça Eleitoral, com base em sua condenação por crime contra as licitações.
A vitória do candidato Gilson de Souza iniciou uma mudança na gestão da cidade , já que é administrada pelo PSDB há 11 anos. Em seu discurso de vitória, Gilson disse que a maioria das pessoas não acreditavam na sua campanha e que já davam a eleição por vencida.

## Antecedentes

### Sidnei Franco da Rocha
Sidnei Franco da Rocha (Itirapuã, 22 de agosto de 1943) é radialista, advogado, político e ex-prefeito cidade de Franca.  já havia sido prefeito de Franca em três mandatos anteriores, vencendo as eleições municipais de 1982, 2004 e 2008.
Sidnei Rocha elegeu-se vereador em 1976 pelo MDB governou a cidade a partir de 1º de fevereiro de 1983, num mandato de seis anos.
Apesar de ter conseguido realizar uma gestão considerada ótima ou boa por 87% dos francanos, segundo pesquisa Datafolha, Sidnei Rocha renunciou à prefeitura de Franca e assumiu a presidência da VASP no dia 5 de abril de 1987, a Viação Aérea São Paulo S.A. Com inúmeros problemas administrativos, deixou o cargo em 22 de dezembro de 1988. Em janeiro de 1989, assume cargo de destaque no SBT, mas permaneceu por apenas 60 dias.
Antes de voltar definitivamente à política, Sidnei volta a ser candidato a prefeito em 1992, a candidatura naufraga e ele termina a votação com menos de 9 mil votos, na quarta colocação.
Em 2004, com o slogan "Os bons tempos voltarão", Sidnei se elege prefeito, com 57.914 votos, o que corresponde a 36% dos votos válidos. Assumiu a prefeitura de Franca em 1º de janeiro de 2005, tendo como vice Ary Balieiro, que havia sido seu vice na primeira gestão. Nas eleições de 2008, foi reeleito prefeito com 110.476 votos e permaneceu no cargo até 31 de dezembro de 2012.

### Ary Balieiro
Ary Pedro Balieiro, nascido em Pedregulho, 10 de julho de 1932, assumiu a Prefeitura de Franca em 5 de abril de 1987 após Sidnei ter assumido a presidência da Viação Aérea São Paulo, a Vasp. Deixou o cargo em 31 de dezembro de 1988.
Quatro anos depois, venceu as eleições municipais de Franca após virada nas intenções de voto contra Roberto Engler, do PSDB. Assumiu a Prefeitura de Franca novamente em 1º de janeiro de 1993. Deixou o cargo em 31 de dezembro de 1996. Em seguida, deixou a política para acompanhar o tratamento de saúde de sua mulher, Luzinete Cortez Balieiro, que faleceu em 25 de dezembro de 2000, vítima de câncer.
Em 2002, foi candidato a deputado federal pelo PTB. Obteve cerca de 48 mil votos. Apesar da expressiva votação, não conseguiu se eleger. Em 2004, aceitou ser candidato a vice-prefeito na chapa de Sidnei Franco da Rocha, sendo eleito com 57.914 votos. A dobradinha Sidnei-Ary voltou a vencer uma eleição municipal quatro anos depois.

### Gilmar Dominici
Nascido em Franca, 28 de outubro de 1958, é um político brasileiro, ex-prefeito da cidade de Franca no período de 1 de janeiro de 1997, até 31 de dezembro de 2000 no seu primeiro mandato. Reeleito, governou de até 31 de dezembro de 2004, sendo sucedido por Sidnei Franco da Rocha.

### Alexandre Augusto Ferreira
Médico veterinário, Alexandre nasceu em Ribeirão Preto, 28 de novembro de 1967. É um politico brasileiro filiado ao PSDB. Foi prefeito de Franca entre 2013 e 2016, já tendo ocupado anteriormente duas secretárias municipais.

### Gilson de Souza
Gilson de Souza nasceu em Delfinópolis, Minas Gerais em 16/11/1955. Casado com Maria Aparecida de Souza, além de ser técnico contábil e advogado, Gilson foi vereador de Franca entre o período de 1983-1987, o mais jovem da história da cidade. Também foi deputado estadual por três mandatos (2003-2007, 2007-2011 e 2011-2015) e coordenador de Atendimento Habitacional do Interior da Companhia de Desenvolvimento Habitacional e Urbano (CDHU).
Ex-presidente da Associação Atlética Francana e atualmente vice-presidente da Federação Paulista de Futebol (FPF), visa investir na educação pelo esporte. Um de seus ideais é que o incentivo ao pequeno e médio produtor rural é um grande aliado do combate à fome. Na ALESP é conhecido como "Deputado Sapateiro", já que é o legítimo representante do setor coureiro-calçadista.
As eleições da cidade de Franca, SP, no ano de 2016, teve como resultado Gilson de Souza (DEM) com 56,33% dos votos e Sidnei Franco da Rocha (PSDB), com 43,67%. Essa vitória marcou uma mudança drástica, administrada há 11 anos pelo PSDB. Em discurso de vitória, Gilson de Souza, disse que muitos não acreditavam na virada, e ese disse preparado para assumir o desafio. Após uma campanha, discreta, sem grandes recursos, onde o próprio povo abraçou a causa.
Franca conta com uma população de 344.871, 231.871 eleitores, uma câmara com 15 vereadores. O prefeito eleito iniciou seus trabalhos já na segunda-feira após as eleições. Gilson já ocupou o executivo em Franca, como vereador 1983-1987, sendo o mais novo vereador eleito. Com o slogan "uma Franca bem melhor", veio a promessa de construção de um novo hospital e mutirões de cirurgias coletivas, promoções da prática de esportes com academias ao ar livre.
Prometeu reestruturação do transito, bem caótico no momento e na educação, com apoio a novos cursos profissionalizantes. O resultado se deu no segundo turno.

## Candidatos
| Candidato(a)           | Vice                         | Partido | Coligação                                                              |
| ---------------------- | ---------------------------- | ------- | ---------------------------------------------------------------------- |
| Gilmar Dominici        | Professor Carlos Amorim (PT) | PT      | Um Novo Tempo Para Franca (PT / PCdoB)                                 |
| Flávia Lancha          | João Rocha (PDT)             | PMDB    | Desperta Franca (PMDB / PDT / PTN / REDE)                              |
| Gilson de Souza        | Professor Frank (DEM)        | DEM     | Uma Franca Bem Melhor (DEM / PP / PSC / PEN / PSDC / PROS)             |
| Dr. Ubiali             | J.C. Carvalho (PHS)          | PSB     | Franca Merece Mais (PSB / PHS / PMB / PPL / PV / PSL / PR / PTB / PRP) |
| Sidnei Franco da Rocha | Valéria Marson (PSD)         | PSDB    | Trabalho de Resultados (PSDB / PRB / PPS / SD / PMN / PSD)             |
| Thiago Rodrigues       | Thalles Riquette (PSOL)      | PSOL    | Sem coligação                                                          |

## Resultados

### Prefeito
Gilson de Souza (DEM) foi eleito no segundo turno, com 56,36% dos votos válidos, virando o resultado do primeiro turno, onde possuía apenas 22,56%. Sua vitória marcou o fim de 11 anos consecutivos com o PSDB na administração de Franca.
| Candidato(a)                  | Vice                         | 1º Turno 2 de outubro de 2016 | 1º Turno 2 de outubro de 2016 | 2º Turno 30 de outubro de 2016 | 2º Turno 30 de outubro de 2016 |
| Candidato(a)                  | Vice                         | Votação                       | Votação                       | Votação                        | Votação                        |
|                               |                              | Total                         | Porcentagem                   | Total                          | Porcentagem                    |
| ----------------------------- | ---------------------------- | ----------------------------- | ----------------------------- | ------------------------------ | ------------------------------ |
| Gilson de Souza (DEM)         | Professor Frank (DEM)        | 34.976                        | 22,56%                        | 90,817                         | 56.33%                         |
| Sidnei Franco da Rocha (PSDB) | Valéria Marson (PSD)         | 69.902                        | 45,09%                        | 70,405                         | 43.67%                         |
| Flávia Lancha (PMDB)          | João Rocha (PDT)             | 28.609                        | 18,46%                        | -                              | -                              |
| Dr. Ubiali (PSB)              | J.C. Carvalho (PHS)          | 18.755                        | 12,10%                        | -                              | -                              |
| Thiago Rodrigues (PSOL)       | Thalles Riquette (PSOL)      | 2.773                         | 1,79%                         | -                              | -                              |
| Gilmar Dominici (PT)          | Professor Carlos Amorim (PT) | 0                             | 0%                            | -                              | -                              |
| Total de votos válidos        | Total de votos válidos       | 155.015                       | 100%                          | 161.222                        | 100%                           |
| Votos em branco               | Votos em branco              | 9.985                         | 5,42%                         | 6,146                          | 3,46%                          |
| Votos nulos                   | Votos nulos                  | 19.127                        | 10,39%                        | 9,994                          | 5,63%                          |
| Abstenções                    | Abstenções                   | 47.779                        | 20,60%                        | 54.544                         | 23,40%                         |
| Votos apurados                | Votos apurados               | 184.127                       | 84,19%                        | 177.362                        | 76,59%                         |
| Total de eleitores            | Total de eleitores           | 231.906                       | 100%                          | 231.906                        | 100%                           |

#### Gilson de Souza
Sua campanha eleitoral foi marcada por seu slogan "Uma Franca bem melhor". Ela continha:
- Construção de um novo hospital.
- Realizar e ampliar mutirões periódicos de exames, consultas médicas e cirurgia.
- Promover a prática de esportes e exercícios físicos, instalando mais academias ao ar livre.
- Propõe um estudo sobre os engarrafamentos das principais avenidas, nos horários de pico, com o intuito de diminui-los.
- Criar um departamento voltado apenas à acessibilidade na cidade, e a melhoria da mesma.
- Unificação no sistema de aprendizagem.
- Criação de uma Universidade Municipal.
- Construção de novas creches.
- Apoio a cursos profissionalizantes.
- Novas Ciclovias.

### Câmara municipal
Na eleição de 2016, 241 pessoas se candidataram às 15 vagas na Câmara Municipal de Araraquara. 6 vereadores eleitos em 2012 obtiveram um novo mandato: Pastor Otávio (PTB), Nirley de Souza (PP), Adermis Marini (PSDB), Marco Garcia (PPS), Donizete da Farmácia (PSDB) e Claudinei da Rocha (PSB). 5 não se reelegeram e 4 não concorreram à reeleição (incluindo Valéria Marson, do PSD, que disputa a eleição como vice na chapa de Sidnei Francisco da Rocha, do PSDB).
| Candidato                    | Partido | Votos | Porcentagem |
| ---------------------------- | ------- | ----- | ----------- |
| Carlos César (Kaká)          | PSDB    | 6.070 | 3,83%       |
| Corrêa Neves                 | PSD     | 6.060 | 3,82%       |
| Adermis Marini               | PSDB    | 5.823 | 3,67%       |
| Carlinho Petrópolis Farmácia | PMDB    | 4.186 | 2,64%       |
| Tony Hill                    | PSDB    | 3.691 | 2,33%       |
| Nirley de Souza              | PP      | 3.431 | 2,16%       |
| Marco Garcia                 | PPS     | 3.346 | 2,11%       |
| Cristina Vitorino            | PRB     | 3.021 | 1,91%       |
| Pastor Otávio                | PTB     | 2.749 | 1,73%       |
| Donizete da Farmácia         | PSDB    | 2.605 | 1,64%       |
| Ilto Sérgio Pereira          | DEM     | 2.453 | 1,55%       |
| Claudinei da Rocha           | PSB     | 2.382 | 1,50%       |
| Della Motta                  | PTN     | 2.220 | 1,40%       |
| Pastor Sérgio Palamoni       | PSB     | 2.214 | 1,40%       |
| Arroizinho                   | PMDB    | 2.032 | 1,28%       |

| Votos nominais   | 146.790 | 92,57% |
| Votos em legenda | 11.777  | 7,43%  |
| Votos válidos    | 158.567 | 86,12% |
| Votos nulos      | 12.368  | 6,72%  |
| Votos em branco  | 13.192  | 7,12%  |
| Total            | 184.127 | 100%   |

## Vereador
Candidatos eleitos a vereador 
| Candidato                    | Partido | %    |
| ---------------------------- | ------- | ---- |
| Carlos Cesar - KaKá          | PSDB    | 3.83 |
| Corrêa Neves Jr              | PSD     | 3.82 |
| Adermis Marini               | PSDB    | 3.67 |
| Carlinho Petrópolis Farmácia | PMDB    | 2.64 |
| Tony Hill                    | PSDB    | 2.33 |
| Nirley de Souza              | PP      | 2.16 |
| Marco Garcia                 | PPS     | 2.11 |
| Cristina Vitorino            | PRB     | 1.99 |